# 山形地方裁判所
山形地方裁判所（やまがたちほうさいばんしょ）は、山形県山形市にある日本の地方裁判所の一つで、山形県を管轄している。略称は、山形地裁（やまがたちさい）。新庄・米沢・鶴岡・酒田に支部を置いている。
山形地方裁判所には山形市に置かれている本庁のほか、新庄市、米沢市、鶴岡市、酒田市の4市支部を設置しているほか、前述の5箇所のほか、赤湯（南陽市）、長井市の2箇所を加えた7箇所に簡易裁判所を設置している。また、山形、米沢、鶴岡、酒田の4つの検察審査会も設置されている。

## 所在地
- 本庁：山形県山形市旅篭町2丁目4-22　北緯38度15分21.6秒 東経140度20分24.4秒 / 北緯38.256000度 東経140.340111度
山形新幹線, JR奥羽線, 仙山線, 左沢線 山形駅東口から寒河江方面又は天童方面行きバス乗車，山形市役所前停留所下車 徒歩1分

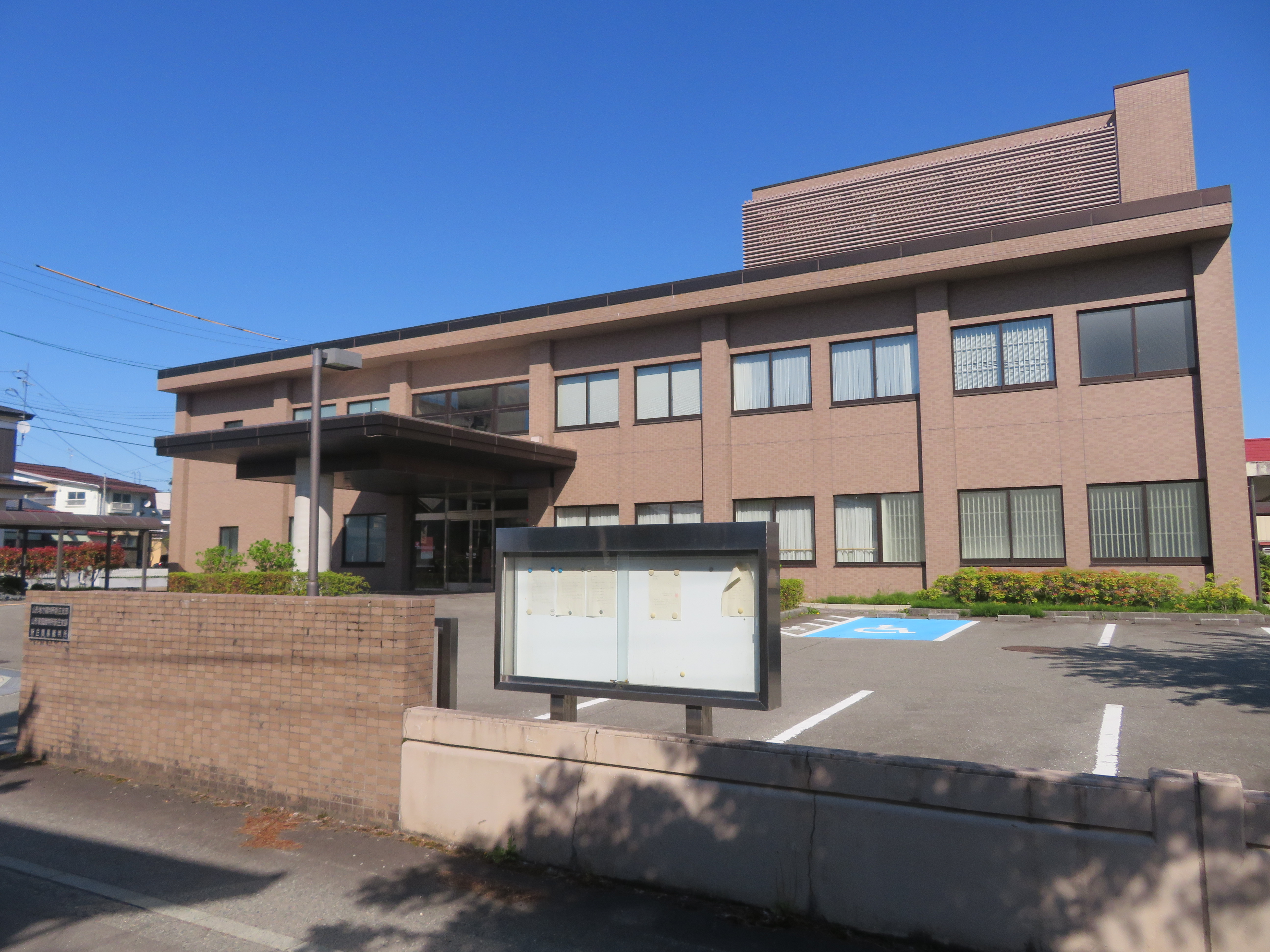
新庄支部：山形県新庄市住吉町4-27　北緯38度46分0.9秒 東経140度18分8.8秒 / 北緯38.766917度 東経140.302444度
山形新幹線, JR奥羽線, 陸羽西線, 陸羽東線 新庄駅から泉田経由金山方面行きバス乗車，北本町停留所下車 徒歩1分
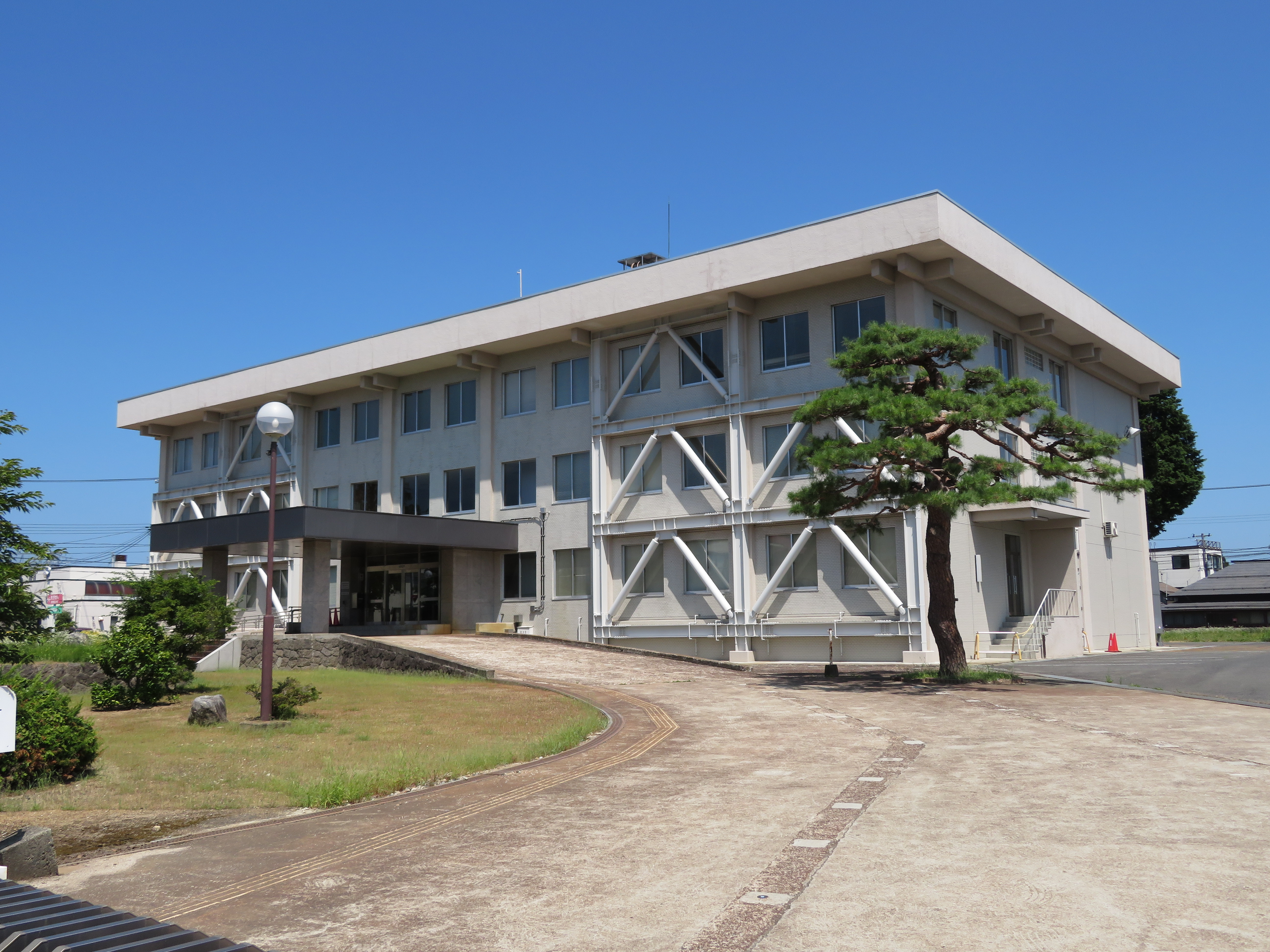
米沢支部：山形県米沢市中央4丁目9-15　北緯37度55分3.4秒 東経140度6分26.8秒 / 北緯37.917611度 東経140.107444度
山形新幹線, JR奥羽線, 米坂線 米沢駅から市営バス(循環左回り又は万世，市役所線)乗車，中央待合所下車，徒歩7分
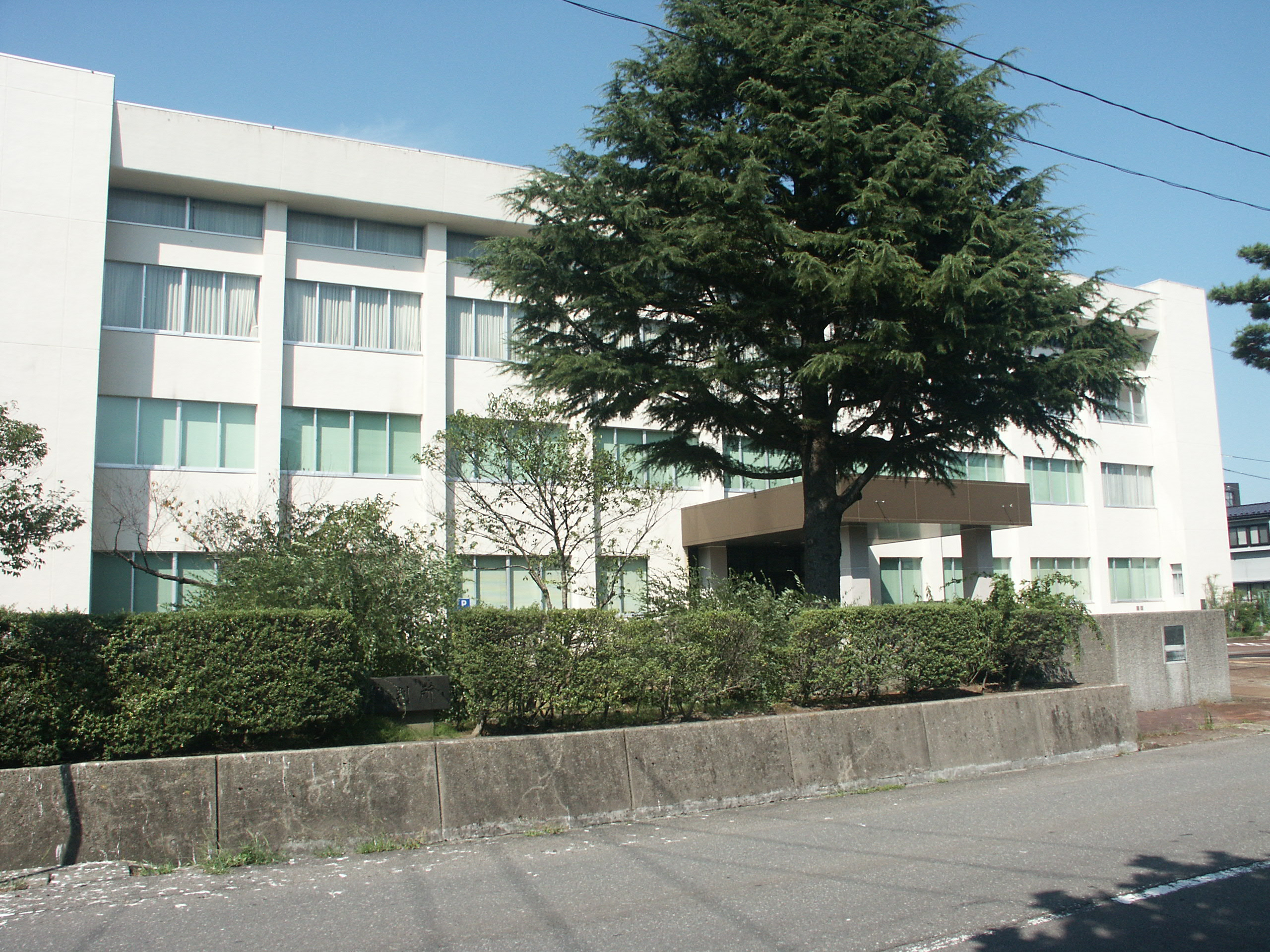
鶴岡支部：山形県鶴岡市馬場町5-23　北緯38度43分40.5秒 東経139度49分36.4秒 / 北緯38.727917度 東経139.826778度
JR羽越線 鶴岡駅から市内循環Aコースバス乗車，鶴岡NTT前停留所下車 徒歩1分 または湯野浜温泉又は温海温泉行きバス乗車，市役所前停留所下車 徒歩3分
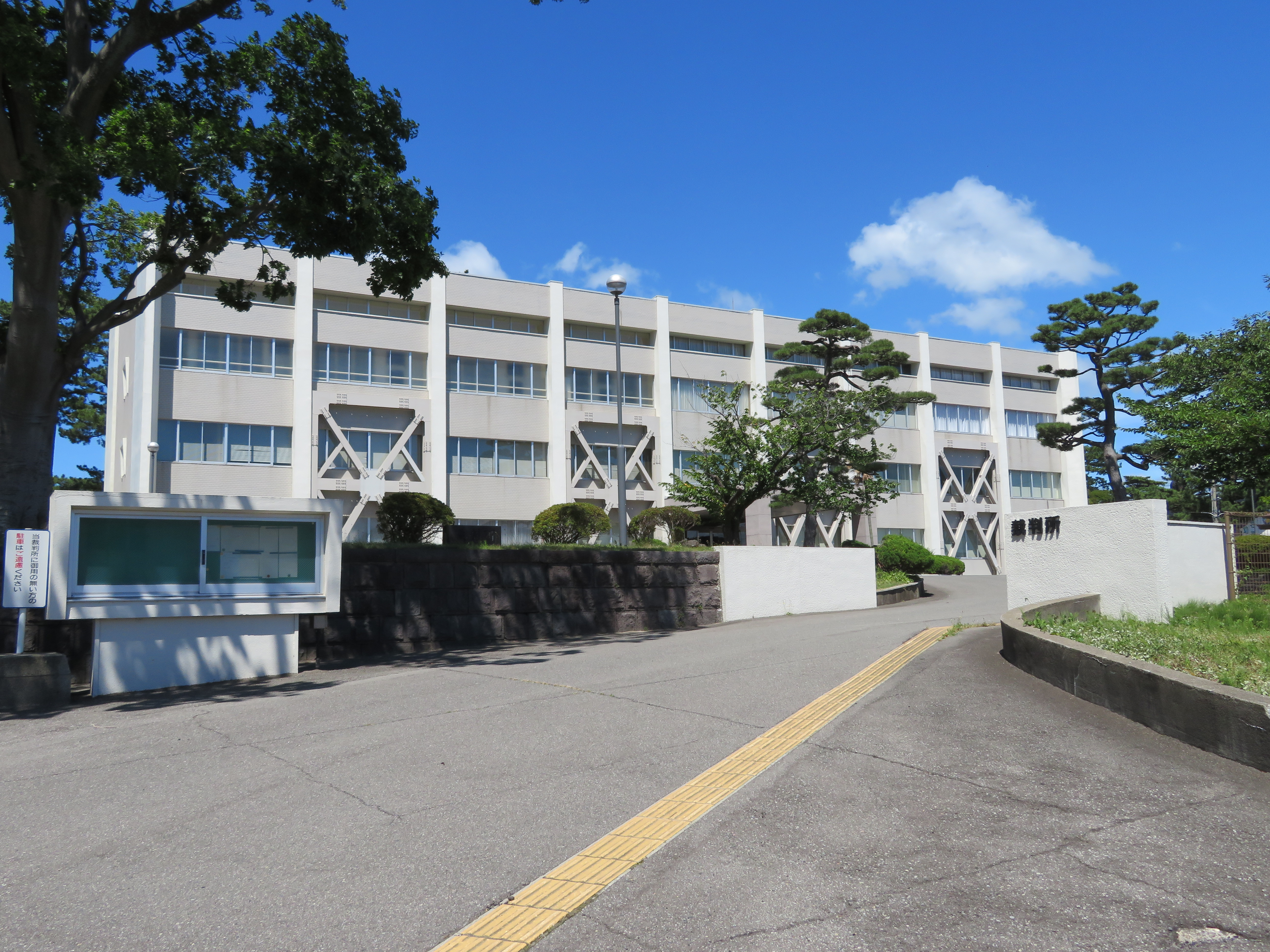
酒田支部：山形県酒田市日吉町1丁目5-27　北緯38度55分17.1秒 東経139度49分57.5秒 / 北緯38.921417度 東経139.832639度
JR羽越線, 陸羽西線 酒田駅から鶴岡又は湯野浜方面行きバス乗車，寿町停留所下車，徒歩3分

- 新庄支部
- 米沢支部
- 鶴岡支部
- 酒田支部

## 管轄
本庁
- 山形市、寒河江市、上山市、村山市、天童市、東根市、尾花沢市、東村山郡山辺町、中山町、西村山郡河北町、西川町、朝日町、大江町、北村山郡大石田町

新庄支部
- 新庄市、最上郡金山町、最上町、舟形町、真室川町、大蔵村、鮭川村、戸沢村

米沢支部
- 米沢市、東置賜郡川西町、高畠町、南陽市、長井市、西置賜郡小国町、白鷹町、飯豊町

鶴岡支部
- 鶴岡市、東田川郡三川町

酒田支部
- 酒田市、飽海郡遊佐町、東田川郡庄内町

※ただし、行政事件、新庄・米沢の各支部の執行事件（不動産競売、債権、財産開示）及び合議事件、新庄支部管内の少年事件は本庁で、酒田支部管内の合議事件は鶴岡支部でそれぞれ取り扱う。

### 管内の簡易裁判所
- 本庁
  - 山形簡易裁判所（山形市・寒河江市・上山市・村山市・天童市・東根市・尾花沢市・東村山郡・西村山郡・北村山郡）
- 新庄支部
  - 新庄簡易裁判所（新庄市・最上郡）
- 米沢支部
  - 米沢簡易裁判所（米沢市・東置賜郡川西町）
  - 赤湯簡易裁判所（南陽市・東置賜郡高畠町）
  - 長井簡易裁判所（長井市・西置賜郡）
- 鶴岡支部
  - 鶴岡簡易裁判所（鶴岡市・東田川郡三川町）
- 酒田支部
  - 酒田簡易裁判所（酒田市・飽海郡・東田川郡庄内町）

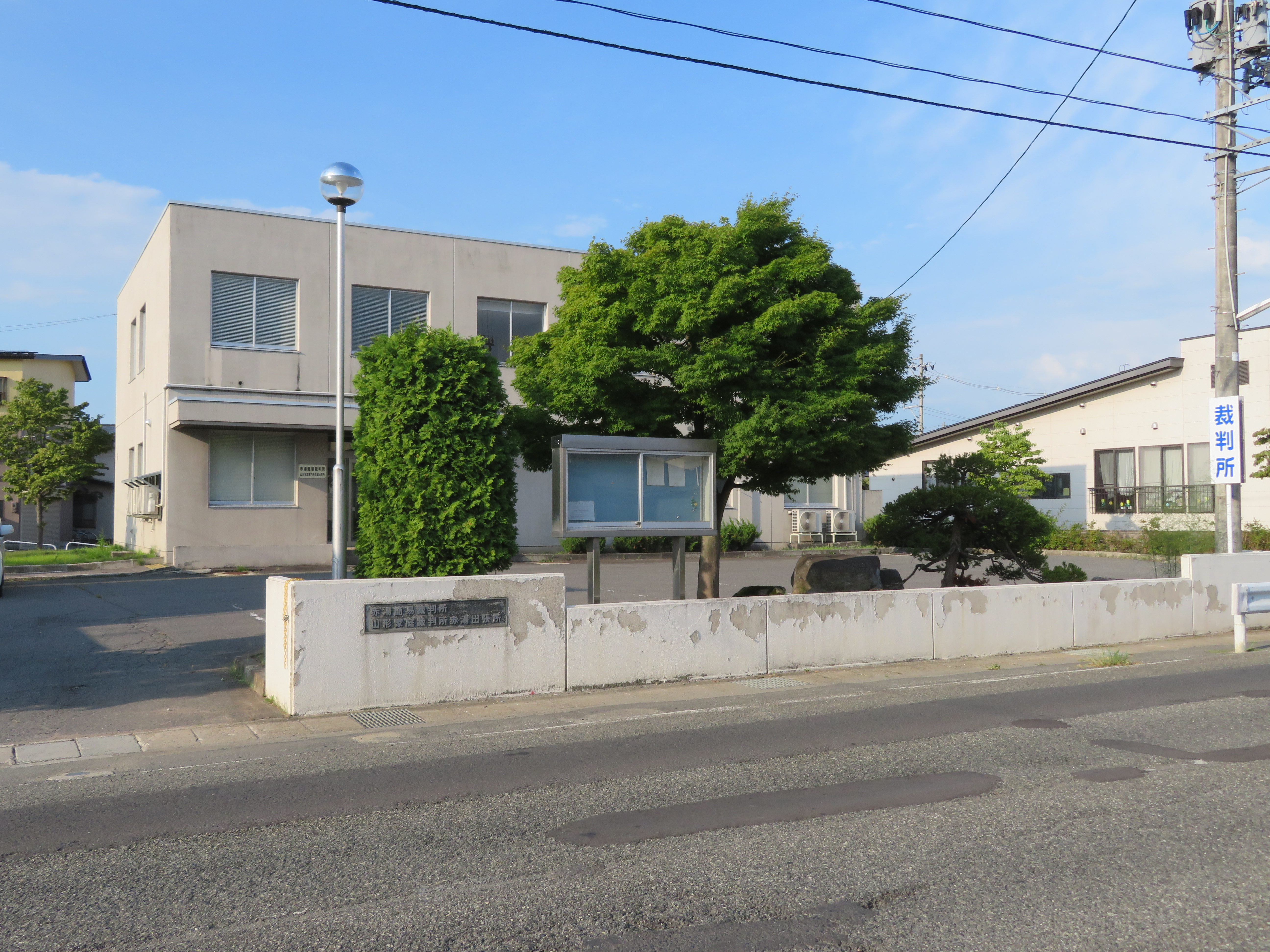
赤湯簡易裁判所
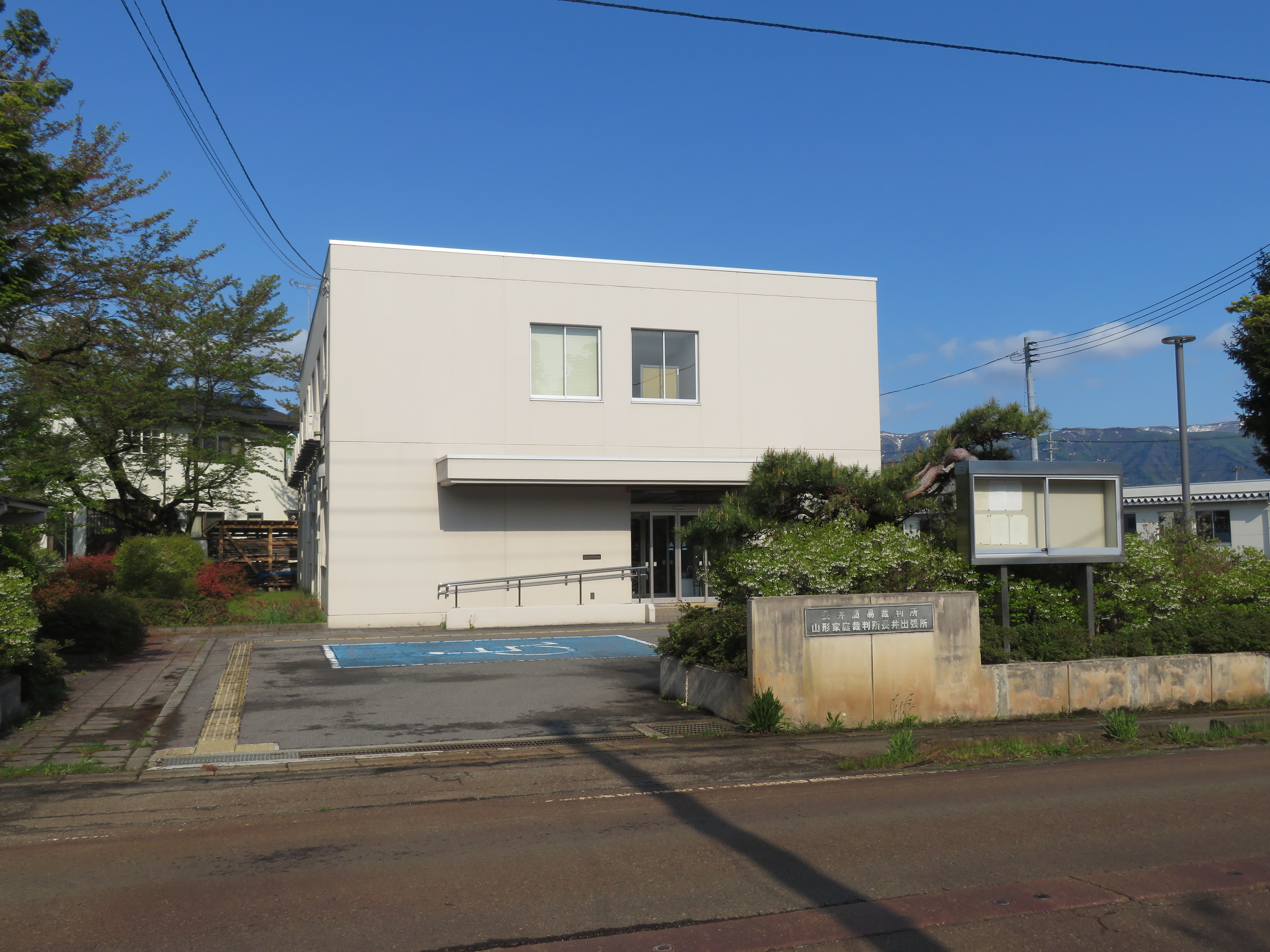
長井簡易裁判所

## 歴代所長
（任期の後ろは後職）
山形家庭裁判所長を兼任
- 高橋省吾（1997年8月 - 1999年4月　東京高等裁判所部総括判事）
- 松浦繁（1999年4月 - 2000年11月　仙台高等裁判所部総括判事）
- 林豊（2000年11月 - 2001年11月　依願退官）
- 佐藤久夫（2001年11月 - 2002年11月　水戸地方裁判所長）
- 佐藤康（2002年11月 - 2004年4月 仙台高等裁判所部総括判事）
- 成田喜達（2004年4月 - 2005年12月 仙台家庭裁判所長）
- 岡村稔（2005年12月 - 2007年3月 前橋家庭裁判所長）
- 滝沢孝臣（2007年3月 - 2009年3月31日　知的財産高等裁判所部総括判事）
- 松田清（2009年4月1日 - 2011年4月　千葉家庭裁判所長）
- 水野邦夫（2011年4月 - 2013年9月 仙台高等裁判所部総括判事）
- 嶋原文雄（2013年9月 - 2014年10月 仙台高等裁判所部総括判事）
- 林正彦（2014年10月 - 2017年1月 依願退官、神田公証役場公証人）
- 相澤哲（2017年1月 - 2019年4月 前橋地方裁判所長）
- 深沢茂之（2019年4月 - 2022年1月 仙台高等裁判所部総括判事[1]）
- 渡辺英敬（2022年1月 - 2023年3月 仙台高等裁判所部総括判事[2]）
- 中平健（2023年3月 - [3]）